# Arnold van Foreest
Arnold Engelinus van Foreest (29 juin 1863 - 24 juin 1954) est un maître d'échecs néerlandais. Frère cadet de Dirk van Foreest, il remporte trois fois le championnat d'échecs des Pays-Bas avant son organisation de manière officielle. Il est l'arrière-arrière-grand-père des frères Jorden et Lucas van Foreest, respectivement champions des Pays-Bas en 2016 et 2019.
De profession, Arnold van Foreest est inspecteur à la société postale néerlandaise et il occupe également des postes à la fédération néerlandaise des échecs, dont un an en tant que président.

## Carrière échiquéenne
Arnold Van Foreest prend la 8e place au classement final lors du tournoi de La Haye, en 1878. Le tournoi est remporté par A. Polak Daniels. Il termine aussi 5e à Utrecht en 1886 (tournoi valant championnat d'échecs des Pays-Bas, remporté par son frère Dirk). Il est aussi 3e lors du championnat national de 1888, derrière Rudolf Loman et son frère. L'année suivante, il n'est que 8e à Amsterdam, loin derrière le vainqueur Amos Burn.
Arnold van Foreest remporte finalement son premier titre officieux de champion des Pays-Bas à Gouda en 1889. Il remporte cette même compétition quelques années plus tard, en 1893, à Groningue. Il remporte le même tournoi dans la même ville en 1896. La même année, il termine 2e, derrière Bleijkmans, à Leyde.
Arnold Van Foreest réalise des bons résultats dans d'autres tournois par la suite. Il est à égalité pour les 3e-4e place au tournoi de La Haye en 1898 (tournoi remporté par Tresling), prend la 3e place à Haarlem en 1901 (tournoi remporté par Adolf Georg Olland), et il est vainqueur à Rotterdam en 1902. Il a également partagé la victoire avec Frank Marshall à Amsterdam en 1911. Enfin, en 1913, il n'est que 14e à Schéveningue, dans un tournoi remporté par Alexandre Alekhine.